# Гнилец (Брестская область)
Гнилец (бел. Гнілец) — деревня в Дрогичинском районе Брестской области Беларуси. Входит в состав Хомского сельсовета.

## География
Деревня находится в центральной части Брестской области, при автодороге Н-666, на расстоянии приблизительно 11 километров (по прямой) к северу от города Дрогичина, административного центра района. Абсолютная высота — 149 метров над уровнем моря. Площадь населённого пункта — 0,8001 км².

## История
По состоянию на 1905 год, в фольварке Латоринг проживало 118 человек. В административном отношении населённый пунки входил в состав Хомской волости Кобринского уезда Гродненской губернии.
Согласно Рижскому мирному договору (1921), деревня вошла в состав межвоенной Польши. Входила в состав гмины Хомск Дрогичинского повета Полесского воеводства. В 1921 году числился 91 житель, проживавших в 15 домах. В этническом составе населения того периода белорусы составляли 92 %, полещуки — 8 %. В конфессиональном составе населения преобладали православные христиане (99 %).
С 1939 года в БССР.

## Население
По данным переписи 2019 года, в деревне проживало 68 человек.
| Год  | Население, человек |
| ---- | ------------------ |
| 1905 | 118                |
| 1921 | ↘ 91               |
| 2009 | ↗ 101              |
| 2019 | ↘ 68               |